# Schéma départemental de coopération intercommunale
 (juin 2024).
Pour un article plus général, voir Intercommunalité en France.
Le schéma départemental de coopération intercommunale est, en France, un document, mis en place par la commission départementale de la coopération intercommunale, destiné à servir de cadre de référence à l'évolution de la carte intercommunale dans chaque département. Il donne une représentation cartographiée de l’ensemble des établissements publics de coopération intercommunale du département et en fixe les orientations d’évolution. Ses modalités de mise en œuvre sont précisés « TITRE Ier : ÉTABLISSEMENTS PUBLICS DE COOPÉRATION INTERCOMMUNALE (Articles L5210-1 à L5219-12) » du CGCT.
Ce document a été institué dans le cadre de la loi no 2010-1563 du 16 décembre 2010 dite précisément « de réforme des collectivités territoriales » sous le contrôle du préfet.
La mise en œuvre du SDCI connait un assouplissement depuis la loi du 29 février 2012 visant à assouplir les règles relatives à la refonte de la carte intercommunale.
Il est différent du schéma départemental de la coopération intercommunale qui avait été institué par la loi d'administration territoriale de la République du 6 février 1992.

## Objectifs
Le schéma départemental de coopération intercommunale est destiné à servir de cadre de référence à l'évolution de la carte intercommunale dans chaque département. Il vise les objectifs suivants , :
- la couverture intégrale du territoire par des établissements publics de coopération intercommunale à fiscalité propre et la suppression des enclaves et discontinuités territoriales, à l’exception des départements de Paris, des Hauts-de-Seine, de Seine-Saint-Denis et du Val-de-Marne. Pour les départements d’Île-de-France, le préfet de région devra en effet assurer une cohérence entre les EPCI à fiscalité propre et ceux des contrats de développement territorial (CDT) prévus par la loi du 3 juin 2010 relative au Grand Paris ;
- la rationalisation des périmètres des EPCI à fiscalité propre ;
- la réduction du nombre de syndicats intercommunaux ou mixtes et notamment la disparition des syndicats devenus obsolètes.

## Élaboration
La loi fixe les orientations à prendre en compte par le schéma,.
- Chaque département doit être couvert par un ensemble d'EPCI à fiscalité propre regroupant initialement au moins 5 000 habitants. La rationalisation de l’intercommunalité portée par la loi NOTRe du 7 août 2015 a relevé ce seuil du nombre minimum d’habitants des établissements intercommunaux à fiscalité propre de 5 000 à 15 000 habitants, avec des exceptions pour les zones rurales peu denses et les zones de montagne (au sens de la loi no 85-30 du 9 janvier 1985).
- Les territoires doivent être pertinents. Ils pourront être appréhendés à partir des bassins de vie, des unités urbaines au sens de l'Insee et des schémas de cohérence territoriale, sans cependant que de tels périmètres soient à convertir automatiquement en périmètres intercommunaux.
- Un effort de rationalisation des structures, notamment les syndicats, doit être recherché en matière d'aménagement de l'espace, de protection de l'environnement et de respect du développement durable.
- L'accroissement et le rééquilibrage de la solidarité financière doivent être visés.
- La réduction très significative du nombre de syndicats de communes et de syndicats mixtes est un des objectifs. Les communes membres d'un nombre élevé de syndicats sont particulièrement visées. En effet 61 % des communes sont membres de quatre syndicats ou davantage et 1 100 communes sont membres de plus de neuf syndicats. Ceux qui n'exercent aucune activité depuis deux ans pourront, sous réserve de la loi, purement être dissous par le préfet, après simple avis des conseils municipaux.

Le préfet est l'acteur principal qui élabore et examine tout projet de création ou de modification d'EPCI. Élaboré par le préfet, le projet de schéma est soumis par lui aux communes, EPCI et syndicats concernés qui doivent se prononcer dans les deux mois. "A défaut de délibération dans ce délai, celle-ci est réputée favorable" (article Article L5210-1-1 du CGCT). Les éventuels projets et les avis sont transmis à la Commission départementale de la coopération intercommunale, qui dispose de trois mois pour modifier le schéma (pouvoir d'amendement ou mécanisme d'opposition constructive ; à la majorité des deux tiers de ses membres). Le schéma est alors arrêté par le préfet et publié.

## Calendrier et actualisation
Le schéma doit être arrêté avant le 31 décembre 2011, après avis de la commission de coopération intercommunale, qui dispose de quatre mois pour émettre un avis. Il est ensuite révisé tous les six ans. Néanmoins la clause de revoyure est avancée à 2015 par la loi RCT.
La mise en œuvre des schémas départementaux de coopération intercommunale a abouti à la suppression de 10 % des syndicats de communes et syndicats mixtes entre 2011 et 2014, passant le nombre de syndicats de communes et syndicats mixtes de plus de 15 000 à 13 408.

## Le contentieux et les crispations suscitées
Malgré une co-production normative État-élus locaux, le SDCI est l'objet de crispations : courts délais de mise en œuvre, absence de simulation financière et fiscale dans la proposition du préfet, défi de la proximité communale face à des intercommunalités de grands formats, remise en cause des équilibres politiques locaux.
Aussi les élus contestent parfois le SDCI et le juge est venu préciser que le SDCI n'est pas un acte susceptible de faire l'objet d'un recours pour excès de pouvoir : CAA Nancy 7 novembre 2013, « Communauté de communes du Val-de-Meurthe, Communes de Golbey et autres ». Le Conseil constitutionnel confirme cette jurisprudence dans plusieurs QPC comme dans la Déc. no 2013-303 QPC, 26 avril 2013, Commune de Puyravault.
Dans le cas d'un rattachement forcé d'une commune à un EPCI opéré par le préfet, le Conseil constitutionnel reconnait néanmoins que le principe de libre administration des collectivités territoriales prévaut dans une décision no 2014-391 QPC du 25 avril 2014 Commune de Thonon-les-Bains. Aussi estime-t-on que le préfet dispose de « pouvoirs exceptionnels encadrés » lorsque l'adoption d'un SDCI fait défaut.